# 謝爾蓋·盧基揚年科
謝爾蓋·盧基揚年科（俄語：Сергей Лукьяненко，1968年4月11日—），哈薩克裔俄羅斯籍科幻小說與奇幻小說作家，生於蘇聯哈薩克蘇維埃社會主義共和國，畢業於國立阿拉木圖醫學院心理系，曾經當過實習醫師。

## 風格
盧基揚年科對書迷改編他的作品具有相當大的容忍度，有時也會將優秀的同人作品溶入自己的作品。雖然他筆下世界通常都表現出嚴苛殘酷的一面，但是盧基揚年科實際上是一位人道主義作家，認同俄國知名科幻作家斯特魯加茨基兄弟檔（Strugatsky brothers）的理念，在2000年5月，鮑里斯·斯特魯加茨基（Boris Strugatsky）提到兄弟檔為小說注入的靈魂是「仁義之師，任何對主角的折磨，都勢將使其茁壯」，並且說「這也是給盧基揚年科的基本課題：堅強茁壯之後，如何在邪惡的世界裡展現善良的力量。」

## 著作
盧基揚年科的大多數作品都有英文版，只有少數幾部，可能礙於現代俄羅斯聯邦的著作權法，無法在西方出版。他的代表作《夜巡者》（Night Watch）英文版出版於2006年7月；續作《日巡者》英文版出版於2007年1月；《幽巡者》（Twilight Watch）英文版出版於2007年6月。《終巡者》（Final Watch）英文版預計於2008年7月出版。
2004年的電影《決戰夜》（Night Watch）改編自《夜巡者》，被視為「首位俄羅斯魔鬼剋星」，俄羅斯電影票房就超過1600萬美元。續作《決戰日》（Day Watch）改編自《日巡者》的電影版則已在2006年1月上映，台灣則是2007年10月上映。基本上，這兩部電影版在中文取名上刻意和小說版的名稱區隔開，這是因為電影版對原作改編幅度相當大，原則上可以將電影版與小說版視為基於相同世界觀的不同故事，登場人物之間的關係也並非完全按照原作設定，小說《終巡者》中也有提及一點點電影版的相對映情節。

## 得獎紀錄[7]
- 1993年，開端獎，《原子夢》（「艾立塔幻想文學節」的年度最佳新人獎）
- 1995年，魯瑪塔之劍獎，《四十島騎士》（「漫遊者獎」之冒險幻想類小說獎）
- 1995年，Interpresskon獎，《穿軍服的Fugu》（短篇小說）
- 1996年，Interpresskon獎，《僕人》（短篇小說）
- 1997年，魯瑪塔之劍獎，《幻影帝王》
- 1998年，Sigma-F獎，《秋日的造訪》（《如果》科幻月刊讀者票選獎）
- 1998年，巨龍獎，《幻影迷宮》
- 1999年，星橋獎，《虛鏡》獲「系列」類第2名
- 1999年，星橋獎，《夜巡者》獲「小說」類第2名
- 1999年，漫遊者獎，《夜巡者》獲最佳長篇小說
- 1999年，艾立塔獎，幻想文學發展貢獻獎
- 2000年，星橋獎，《日巡者》獲系列小說類首獎
- 2000年，星橋獎，幻想文學傑出貢獻獎
- 2000年，Interpresskon獎，《虛境》獲「長篇創作」類第1名
- 2001年，俄羅斯科幻大會金獎，《日巡者》獲年度最佳小說
- 2001年，漫遊者獎，《與特使先生夜談》獲最佳短篇小說
- 2001年，俄羅斯科幻獎，《天空的搜尋者》（二部曲）
- 2002年，愛麗絲獎，《雪舞者》（俄國科幻大會最佳青少年科幻小說獎）
- 2002年，星橋獎，《雪舞者》獲長篇小說類3獎
- 2003年，歐洲科幻大會，獲選年度最佳作家
- 2004年，年度書獎，《夜巡者》獲年度最佳暢銷小說
- 2006年，俄羅斯科幻大會，獲選年度最佳作家

## 外部連結
- 盧基揚年科官方網站（页面存档备份，存于）（俄文）
- 盧基揚年科官方部落格（俄文）
- 盧基揚年科英文簡介（页面存档备份，存于）